# The Mists of Avalon (miniserie)
The Mists of Avalon  es una miniserie de televisión del 2001 basada en la novela de 1983 de Marion Zimmer Bradley, y transmitida por el canal de cable estadounidense TNT, adaptada por Gavin Scott y dirigida por Uli Edel.

## Trama
La miniserie comienza con una Morgana maltratada, sucia y herida que viaja en un pequeño bote a través de un río brumoso. La mayor parte de la película es un reflejo a través de sus ojos, con Morgana como narradora.

## Reparto
- Anjelica Houston _____ Viviana, la Dama del Lago
- Julianna Margulies ______ Morgana de moza y de adulta
- Joan Allen ______ Morgause
- Samantha Mathis _______ Ginebra
- Edward Atterton[3] ______ Arturo de mozo y de adulto
- Michael Vartan ______ Lancelot
- Caroline Goodall _______ Igraine
- Michael Byrne ______ Merlín
- Hans Matheson ______ Mordred
- Mark Lewis Jones ______ Uther
- Clive Russell _______ Gorlois, primer esposo de Igraine
- Biddy Hodson[4] ______ Elaine
- Ian Duncan[5] ________ Accolon
- Tamsin Egerton ______ Morgana de niña
- Freddie Highmore _____ Arturo de niño

## Transmisión
Italia: Italia 1

## Medios domésticos
La miniserie en formato de DVD/VHS el 11 de diciembre de 2001 en los Estados Unidos otorgados por Warner Home Video.
| Fecha de lanzamiento    | Formato |
| ----------------------- | ------- |
| 11 de diciembre de 2001 |         |
| DVD/VHS                 |         |

## Recepción
The Mists of Avalon fue visto por más de 30 millones de "espectadores no duplicados" durante su estreno; el primer episodio "fue la película original mejor calificada del verano en cable básico". La recepción de la crítica fue mixta pero en general positiva. Kendal Butler de Culture Vulture sintió que Hans Matheson como el Mordred adulto "se marcha rápidamente con el programa", pero que la producción general se vio obstaculizada por la "cursi" y no logró adecuadamente transmitir la contienda religiosa entre las creencias paganas y el cristianismo que eran centrales en la novela. Las reseñas de Entertainment Weekly y The San Francisco Chronicle también fueron algo positivas. 
Según Rotten Tomatoes 50% de tomatoes en 12 reseñas con una aprobación de 75% de la crítica en una audiencia de 10 000 personas.
The Mists of Avalon fue candidata a un premio Emmy a la mejor miniserie y Joan Allen y Anjelica Huston fueron candidatas a la mejor actriz de reparto en una miniserie o película. Margulies fue candidata a la obtención de un Globo de Oro y Houston a la de un Premio del Sindicato de Actores de Pantalla. El primer episodio fue la película original mejor calificada en cable básico en el verano de 2001.